# 漫江镇
漫江镇，是中华人民共和国吉林省白山市抚松县下辖的一个乡镇级行政单位。

## 行政区划
漫江镇下辖以下地区：
长松村、枫林村和前进村。

## 中国传统村落
2013年8月，锦江木屋村获批第二批中国传统村落。